# Okandé
 (septembre 2012).
Si vous disposez d'ouvrages ou d'articles de référence ou si vous connaissez des sites web de qualité traitant du thème abordé ici, merci de compléter l'article en donnant les références utiles à sa vérifiabilité et en les liant à la section « Notes et références ».

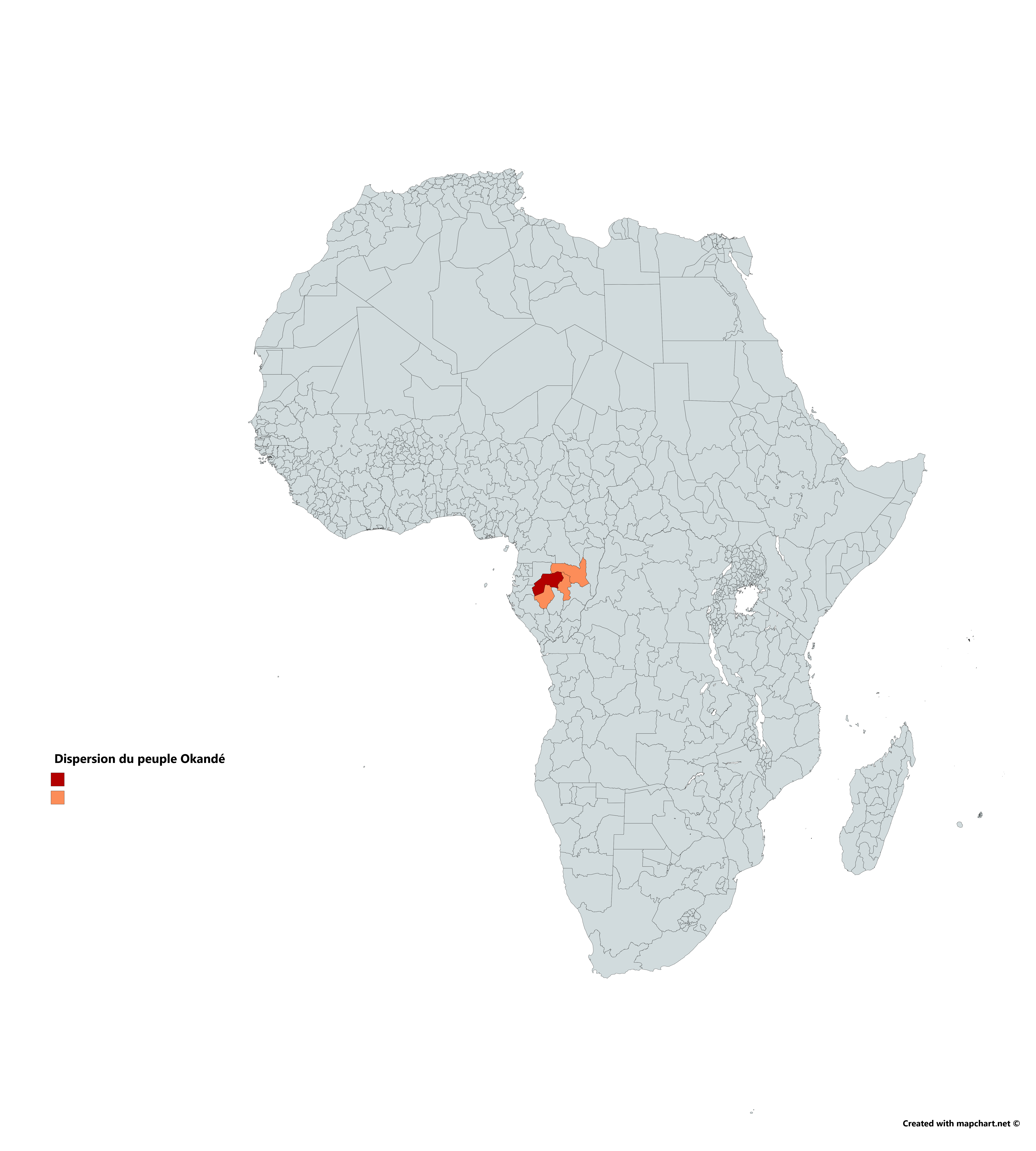
Dispersion du peuple Okandé

Les Okandé sont une ethnie du Nord-Est du Gabon appartenant à la langue Mèmbè (Okandè, Apindzi, Simba, Vové, Tsogho, Evia et Kotakota) 

## Lingustique
Parlant le même idiome que les Apindzi et les Simba à environ 80/86% selon Van Der Veen.

## Démographie
Ils sont peu nombreux (2 000 personnes selon une estimation de 2003), ils vivent principalement dans la région de Lopé, dans la province d'Ogooué-Ivindo au Gabon . Mais aujourd'hui, à cause du phénomène de l'exode rural, on peut les rencontrer dans de plus grandes agglomérations tels que Booué, ou même la capitale Libreville.

## Histoire/ Géographie
Le Mwiri, institution initiatique masculine, joue encore un rôle important dans la vie sociale et religieuse traditionnelle des Okandé. Bien que leur histoire soit ignorée aujourd'hui au profit d'autres tribus riveraines de l'Ogooué, mais les archives en parlent. Les Okandè conservateurs de l'environnement. Ils  sont les dépositaires de plusieurs us et coutumes du Gabon. Notamment le Mwiri, l'Okouyi et le Nyèmbè. Autrefois surnommés les « rois de l'Ogooué, les dompteurs des rapides » dont la notoriété précède celle des Adouma et Sisiwu ont enseigné leurs traditions (navigation de l'Ogooué, danses okouyi, Mvudi, Bodi, Mboudi, Mouiri, Ndjèmbè et autres) aux Galois, Enènga, Aduma, Mbangwè et Sisiwu. Pagayeurs chevronnés, ce sont les Okandè qui ont remonté l'Explorateur De Brazza et ses successeurs de l'Ogooué jusqu'à sa source vers la fin su XVIIIe siècle. Longtemps ils ont pratiqué la traite des noirs : les Aduma descendaient l'Ogooué jusqu'à la Lopé pour vendre des esclaves aux Okandè et ces derniers les acheminaient dans leurs pirogues qui étaient adaptées aux rochers et rapides de l'Ogooué afin de les revendre aux Enènga de Lambaréné. Cependant, les Okandè et les Kotakota (dérivés des Apinzi de l'Ogooué) de Ndjolé, ou rarement les Enènga, étaient les seuls à affronter l'Ogooué dans sa partie la plus complexe, c'est-à-dire de Lambaréné à Booué, d'où même les Galois et Enènga avait surnommé ce fleuve « Orèmbo Okandè » : le fleuve des Okandè. Ce sont les Okandè qui ont baptisé ce fleuve « Ogooué » : entre Lambaréné et Booué (et même après), cours d'eau, ilots, rapides, ne portent que des noms baptisés par des piroguiers Okandè (Talaghougha, Abanga, Offoué, Okano, Lélédi, Ivindo, Booué, Ngomo, Ashouka, etc.). Le peuple Okandè a plus ou moins à une époque donnée de l'histoire du Gabon participé à son économie. En effet, la seule voie principale à cette époque n'était que le fleuve Ogooué et c'est pourquoi beaucoup de vaillants piroguiers Okandè étaient sollicités pour convoyer les billes d'okoumé en partant de Booué à Ndjolé.

## Langue
Selon la classification des langues bantoues établie par Malcolm Guthrie le mokande-kande appartient au groupe des langues tsogo (B30) et est codé B32.